# Наполеон Віктор Жером Фредерік Бонапарт
Наполеон Віктор Жером Фредерік Бонапарт, відомий як Наполеон V (фр. Napoléon Victor Jérôme Frédéric Bonaparte; 18 липня 1862, Париж, Друга імперія — 3 травня 1926, Брюссель, Бельгія) — французький принц з родини Бонапартів, глава партії бонапартистів з 1891, претендент на французький трон з 1879 до самої смерті у 1926 році.

## Біографія
Принц Віктор народився 18 липня 1862, його батьками були Наполеон Жозеф Бонапарт та Клотільда Савойська. За велінням Ежена Наполеона у віці вісімнадцяти років принц став головою дому Бонапартів. Таким чином, у 1879 він став Наполеоном V, хоча багато бонапартистів віддавали перевагу його молодшому братові принцу Луї.
У 1884 році відбувся різкий розрив відносин між батьком та сином, і разом з тим бонапартистська партія розпалася на прихильників Жерома Наполеона та Віктора Наполеона. У травні 1886 князі колишньої правлячої династії були вигнані з Французької республіки та принц Віктор виїхав до Бельгії. Смерть батька у 1891 році поставила його на чолі всієї бонапартистської партії, але сама партія втратила до того часу всіляке значення.
Принц Віктор помер у 1926 році в Брюсселі.

## Родина
Його дружиною була Клементина Бельгійська, у них було двоє дітей: Марія Клотільда Бонапарт, принцеса Наполеон (1912—1996) і Луї Бонапарт, принц Наполеон (1914—1997).